# Бронштейн, Матвей Петрович
Матве́й Петро́вич Бронште́йн (19 ноября (2 декабря) 1906 — 18 февраля 1938) — советский физик-теоретик. Доктор физико-математических наук, профессор.

## Биография
Матвей Бронштейн родился 19 ноября (2 декабря) 1906 года в Виннице в семье врача. Отец, Пейсах-Шмуль Йосиевич (Пётр Осипович) Бронштейн (1872—?), в год рождения сына переехал в Винницу из местечка Погребище Бердичевского уезда, где тоже работал вольнопрактикующим врачом, происходил из семьи мелкого торговца, но смог окончить гимназию и в 1898 году медицинский факультет Императорского университета Святого Владимира в Киеве. Мать, Фани Моисеевна, образования не получила — умела лишь читать и писать. В семье было трое детей: брат Матвея Исидор (близнецы) и сестра Михалина, старше их на четыре года:11.
В 1930 году Матвей окончил физический факультет Ленинградского университета и 1 мая 1930 года был принят в Физико-технический институт им. А. Ф. Иоффе РАН. Также он занимал должность доцента в Политехническом институте и в 1930 году заменял командированного в США профессора Я. И. Френкеля, читая курс квантовой механики.
Будучи ещё студентом, опубликовал несколько работ по теоретической физике, одна из которых, содержавшая решение задачи Шварцшильда о температуре поверхности звёзд, была напечатана в 1929 году в немецком научном издании Zeitschrift für Physik (соотношение Хопфа — Бронштейна).
Осенью 1935 года защитил диссертацию на степень доктора физико-математических наук на тему «Квантование гравитационных волн». Работал в области квантовой теории, астрофизики, теории полупроводников, космологии и теории квантовой гравитации.
Профессор ЛПИ и ЛГУ. Автор научно-популярных книг «Строение вещества», «Атомы, электроны и ядра» (1935, ОНТИ; переизданы в 1980 году). В 1927—1934 годах принимал участие в составлении «Технической энциклопедии» под редакцией Л. К. Мартенса, автор статей по тематике «физика».
По совету С. Я. Маршака начал писать научно-художественные книги для детей. Первые две повести — «Солнечное вещество» и «Лучи Икс» — были напечатаны в журнале «Костёр» (в 1934 и 1936 годах соответственно) и вышли в книжном варианте в 1936—1937 годах. Третья повесть — «Изобретатели радиотелеграфа»:210—219 — была напечатана также в журнале «Костёр» и готовилась к изданию книга, но она так и не вышла.
Вклад Бронштейна в создание квантовой теории гравитации и популяризацию науки высоко оценивали физики и литераторы.

## Арест и расстрел
В ночь на 1 августа 1937 сотрудники НКВД пришли с ордером на его арест в ленинградскую квартиру. Арестован 6 августа 1937 года в Киеве, в доме родителей, и перевезён в Ленинград. Включён в расстрельный список «Ленинградская область» от 3 февраля 1938 года, утверждённый подписями Сталина, Ворошилова, Молотова, Кагановича. Существует версия (например, по воспоминаниям Лидии Чуковской) о связи ареста с отказом Бронштейна корректировать готовившуюся к изданию книгу «Изобретатели радиотелеграфа», в которой он вразрез с официально принятой точкой зрения писал о практически одновременном изобретении радиотелеграфа А. С. Поповым и Г. Маркони:7 (эта версия изложена, в частности, в перестроечном переиздании повестей Бронштейна в 80-м выпуске библиотечки «Квант»), но документальных подтверждений ей не обнаружено.
18 февраля 1938 приговорён Военной коллегией Верховного суда СССР под председательством Матулевича к расстрелу по статье 58 пункты 8, 11 УК РСФСР, расстрелян в тот же день. Все обращения К. И. Чуковского, а также Л. Д. Ландау, С. Я. Маршака лично к Сталину остались без реакции. Предположительно захоронен на Левашовской пустоши, где Лидия Чуковская в 1990-е годы установила памятник. Реабилитирован посмертно определением № 44-028 603/56 ВКВС СССР от 9 мая 1957 года.

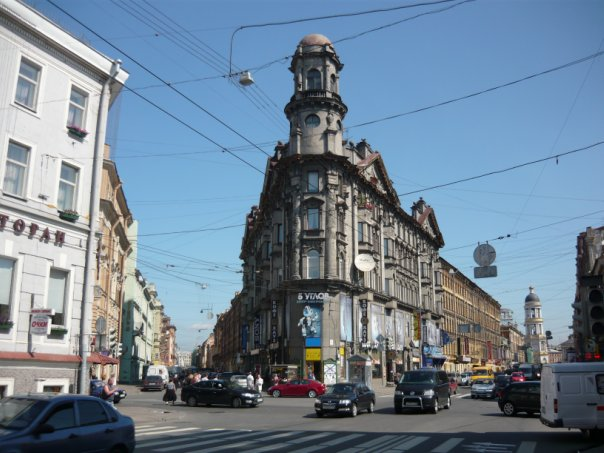
Дом у Пяти углов, где жили
Л. Чуковская и М. Бронштейн

## Семья
Бронштейн был женат на Лидии Чуковской. Ей было объявлено, что приговор мужу — «десять лет без права переписки». Лишь в конце 1939 года узнала, что мужа нет в живых. В 1940 году добилась встречи с начальником Управления НКВД СССР по Ленинградской области Гоглидзе, и тот подтвердил, что её муж был расстрелян.

## Память

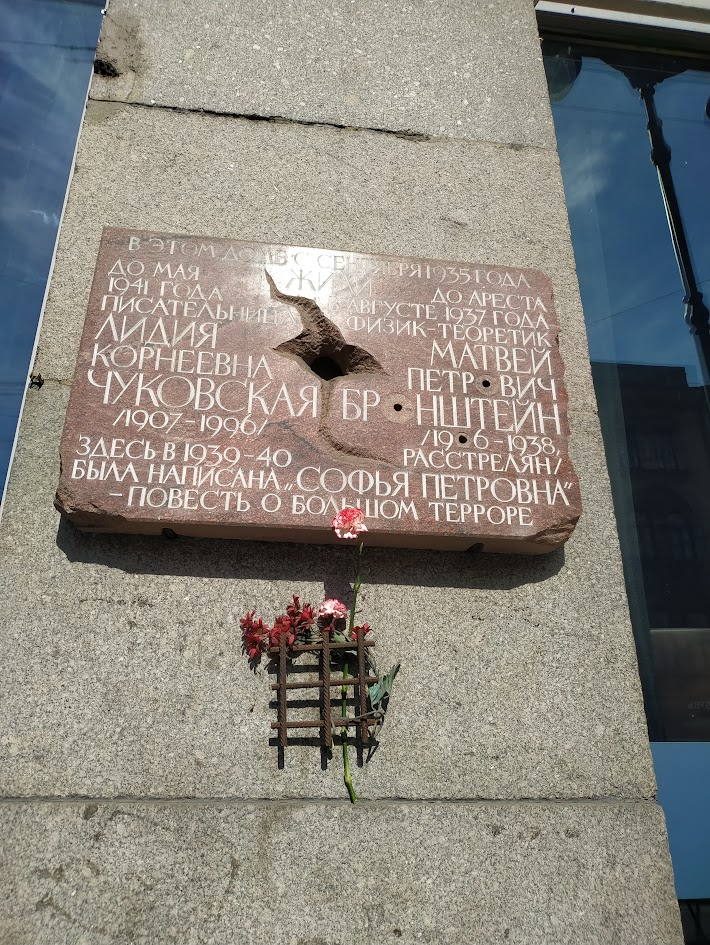
Мемориальная доска

19 февраля 2017 года в Санкт-Петербурге на фасаде дома 11 по Загородному проспекту был установлен мемориальный знак «Последний адрес» Матвея Петровича Бронштейна.

## Основные работы
- Состав и строение земного шара — Ленинград: Красная газета, 1929 (тип. им. Володарского). — 31 с., (Популярная библиотека журнала «Наука и техника»; Вып. 77). [Прилож. к журн. «Наука и техника» № 12]
- Строение атома — Ленинград: Красная газета, 1930 (тип. им. Володарского). — 69 с.: черт., граф.; 17 × 13 см. — (Библиотека рабочего самообразования; Кн. 1). [Прил. к журн. «Наука и техника». № 12]
- Строение вещества — Ленинград; Москва: ОНТИ, 1935 (Л. : тип. им. Бухарина)
- Атомы и электроны: [для старшего школьного возраста] — Москва: Просвещение, 2009. — 128 с.: — (Твой кругозор).; ISBN 978-5-09-019122-7
- Солнечное вещество и другие повести, а также Жизнь и судьба Матвея Бронштейна и Лидии Чуковской / составитель Геннадий Горелик. — Москва: АСТ, Corpus, 2018. — 445, с., (Книжные проекты Дмитрия Зимина).; ISBN 978-5-17-982922-5
- Занимательная квантовая физика: [для среднего школьного возраста] — Москва: Изд-во АСТ, Аванта, cop. 2020. — 268, с.: (Простая наука для детей).; ISBN 978-5-17-106778-6

Публикации в зарубежных изданиях:
- On the expanding universe (English) — Physikal. Z. UdSSR. 3, 73-82 (1933)
- Quantentheorie schwacher Gravitationsfelder (German) — Physikal. Z. Sowjetunion 9, 140—157 (1936)
- Republication of: «Quantum theory of weak gravitational fields» (English) — Gen. Relativ. Gravitation 44, No. 1, 267—283 (2012)